# Éric Varoquaux
 (décembre 2024).
Éric Jean-Arthur Varoquaux  est un physicien français né le 1er février 1940 à Laxou (Meurthe-et-Moselle).
Il est le père de Gaël, Till et Nelle Varoquaux.

## Biographie
Eric Varoquaux est diplômé de l'École polytechnique en 1962, obtient un Master of Science à l'université Stanford en 1964 et devient docteur de l'université de Paris en 1971.
Il a effectué toute sa carrière à l'université Paris-Saclay à partir de 1965, d'abord à l'Institut d’électronique fondamentale puis au laboratoire de physique des solides à partir de 1979. Il est directeur de recherche émérite depuis 2013.
Ses travaux portent sur la physique du solide et les basses températures. Son équipe et lui ont, entre autres, étudié de nouveaux états de la matière, tels que la superfluidité anisotrope de l'hélium-3, en atteignant des températures extrêmement proches du zéro absolu (au millième de degré du zéro absolu).

## Distinctions
- Prix Esclangon de la Société française de physique en 1973.
- Médaille d'argent du CNRS en 1975[5].
- Prix Holweck en 1989.
- Prix commémoratif Simon en 1992.